# Болин, Берт
Берт Рикард Йоханнес Болин (швед. Bert Rickard Johannes Bolin; 1925—2007) — шведский метеоролог, профессор метеорологии Стокгольмского университета (1961—1990); первый председатель Межправительственной группы экспертов по изменению климата (МГЭИК) (1988—1997).
Член Шведской королевской и Норвежской академий наук, иностранный член Российской академии наук, Национальной академии наук США (1997).

## Биография
Берт Болин родился 15 мая 1925 года в приморском шведском городке Нючёпинг в центре лена Сёдерманланд. Получив среднее образование поступил в Уппсальский университет, который успешно окончил в 1946 году.
В 1949 году он получил в Стокгольмском университете степень магистра, а 1956 году степень доктора метеорологии. Во время написания докторской он работал в Институте перспективных исследований вместе с Джоном фон Нейманом, совместно с которым, используя электронный числовой интегратор и вычислитель (ЭНИАК), составил один из первых компьютерных прогнозов погоды.
С 1961 по 1990 год учёный был профессором Стокгольмского университета на кафедре метеорологии.
В 1988 году Всемирной метеорологической организацией (ВМО) и Программой ООН по окружающей среде (ЮНЕП) была создана Межправительственная группа экспертов по изменению климата (МГЭИК) и Берт Болин был избран её председателем; этот пост он занимал до 1997 года.
Некоторое время Болин был одним из научных руководителей Европейского космического агентства.
Также Болин был членом шведской королевской, норвежской и российской академий наук. Кавалер ряда научных наград, неоднократно номинировался на Нобелевскую премию.
Лауреат премии Тайлера (1988).
В 1992 году подписал «Предупреждение человечеству».
Берт Рикард Йоханнес Болин умер 30 декабря 2007 года в местечке Дандерюд близ Стокгольма. Незадолго до смерти вышла его автобиографическая книга A History of the Science and Politics of Climate Change: The Role of the Intergovernmental Panel on Climate Change.
В 1979 году он развёлся со своей женой (Ulla Frykstrand). От брака у них осталось трое детей.

### Награды
- International Meteorological Organization Prize[англ.] (1981)
- Carl-Gustaf Rossby Research Medal[англ.] (1984)
- Премия Тайлера (1988)
- Премия Кёрбера (1990)
- Milutin Milankovic Medal[англ.] (1993)
- Премия Голубая Планета (1995)